# Guerre psychologique
 (août 2020).
Si vous disposez d'ouvrages ou d'articles de référence ou si vous connaissez des sites web de qualité traitant du thème abordé ici, merci de compléter l'article en donnant les références utiles à sa vérifiabilité et en les liant à la section « Notes et références ».
 (août 2020).
La guerre psychologique est l'utilisation de techniques psychologiques pour amener l'adversaire à penser qu'il est en position de faiblesse ou qu'il a intérêt à se rendre. C'est la guerre par les idées plutôt que par les armes matérielles.

## Introduction
Si l'on utilise une métaphore, la guerre psychologique peut être assimilée à une partie de poker où chaque joueur cherche à se présenter aux autres comme celui ayant la meilleure main, en bluffant. C’est, comme l'a dit Sun Tzu, L'Art de la guerre qui consiste à jouer des faiblesses de l'adversaire pour le subjuguer (de l’anglais « to subdue », issu de l’ancien français « soduire », lui-même issu du bas latin « subdere »).
Dans l’économie politique de la « théorie des contextes » chez Anthony Wilden, la guerre psychologique est un enveloppement stratégique d’attaque au niveau supérieur de la commande politique. Le niveau politique est visé, car important supposé décider de l’attribution des ressources (entre la paix ou la guerre dans ce cas) ; il oriente et délimite les stratégies militaires et diplomatiques possibles. Le niveau stratégique choisi oriente et délimite les « batailles » possibles dans lesquelles se trouvent les combats tactiques orientés et délimités par la stratégie de la Bataille. Sans cette orientation et délimitation, le Maréchal Erwin Rommel volait de victoire tactique en victoire tactique vers la défaite finale de la Bataille d'Afrique du Nord.
En pratique, la guerre psychologique combine souvent l’effet de surprise psychique et un effet de choc physique ; préparés, répercutés et amplifiés par la propagande. Ainsi, la stratégie militaire de la bataille de Diên Biên Phu a amené le gouvernement français à négocier les accords de Genève. Cette stratégie militaire soutenue par la stratégie diplomatique, environ un mois après la chute de la garnison dans l’organisation par disponibilité à l’événement, dans l’enchevêtrement de Devoir Pouvoir, Savoir et Vouloir. De la même façon, l’offensive du Tết a conduit le gouvernement des États-Unis aux Accords de paix de Paris.
Toute guerre est en partie psychologique, car faite par des êtres humains utilisant des atouts physiques et de démonstration et communication. Selon les cas, la guerre est menée dans les règles de jeu d'un état de droit, ou hors de ces règles : la force du droit prime sur le droit de la force, ou au contraire les règles disparaissent dans une « mêlée générale » ou la « barbarie ». 
De nombreux témoignages issus de l'histoire de l'Antiquité, du Moyen Âge et d'autres époques, ou d'anthropologues, montrent que les guerres et certains combats rituels étaient cadrés par des règles, parfois débordées. À partir de la Première Guerre mondiale, les armes chimiques, les armes de destruction massive et les moyens modernes de communication et d'influence, le « pouvoir économique » ont changé la donne, dans des proportions et formes que les historiens doivent encore cerner.[pas clair]

## Guerre révolutionnaire, guérilla et guerre psychologique
Primitivement, la guerre psychologique s’entend souvent par propagande en vue de démoraliser l’adversaire et soutenir le moral de ses propres troupes et de sa population sous forme de tracts et d’affiches. La propagande s’oriente en trois directions :
1. la dissuasion, ou promesse du pire, pour casser toute volonté de résistance ou d’agression, comme la marche du général Sherman à travers la Géorgie en détruisant tout sur son passage durant la guerre de Sécession et comme les Mongols de Gengis Khan précédés de leur réputation de férocité à chaque fois qu’ils se présentent devant une cité qui se rend pour éviter la destruction ou comme la stratégie de la destruction mutuelle assurée qui a fait l’économie d’une Troisième Guerre mondiale nucléaire. En effet, même si l'un des deux camps lançait une attaque nucléaire surprise, l'autre camp avait encore la possibilité de riposter, surtout avec l'apparition des sous-marin nucléaire lanceur d'engins, qui donnent une capacité de seconde frappe, et d'anéantir le camp attaquant ;
2. la persuasion, ou promesse du mieux, suivant la prescription de Sun Tzu de laisser s’enfuir l’adversaire pour éviter le combat ;
3. la séduction, ou promesse du meilleur, pour s’implanter de façon durable, comme Alexandre de Macédoine qui a essaimé des colonies hellénistiques sur les territoires conquis.

Cependant, pour le général Võ Nguyên Giáp, une guerre est à la fois diplomatique, militaire, politique et psychologique. La bataille de Diên Biên Phu, dont il a été le maître d’œuvre, en est l’exemple illustratif. Cette bataille fut militaire sur le théâtre des opérations, diplomatique en tant qu’argument pour les négociations des accords de Genève de juin 1954, négociés par Phạm Văn Đồng, après la capitulation inconditionnelle de la garnison en mai de 1954 et politique pour la consécration et la consolidation de l’indépendance du Viêt Nam déclarée le 2 septembre 1954. Elle fut psychologique par le renversement des perceptions de la situation, de glorification en misérabilisme auprès du CEFEO (Corps expéditionnaire français en Extrême-Orient).
L’offensive du Tết en février de 1968 a été une défaite militaire pour ce qui est du terrain pris et gardé, mais elle a été une victoire psychologique en amplifiant l’opposition aux États-Unis à la guerre du Viêt Nam et une victoire diplomatique en conduisant les États-Unis à négocier les accords de paix de Paris qui aboutissaient au retrait total des troupes terrestres en 1973, laissant le champ libre à l’offensive finale de la chute de Saïgon en avril 1975.
Pour Sun Tzu, la guerre est l’art de la tromperie et la dimension psychologique est une partie intégrante, voire fondamentale, dans la conduite d’une guerre.
Pour Clausewiz, la guerre est l’utilisation illimitée de la force brute et la dimension psychologique n’est qu’accessoire dans la propagande.
À la suite des guerres de décolonisations, la notion de guerre psychologique a pris de l’ampleur avec la conquête du cœur et de l’esprit par rapport à la conquête du terrain.
Pour Richard Taber, la guerre révolutionnaire par des tactiques de guérilla a pour but le remplacement d’un ordre établi par un ordre nouveau, ce qui privilégie la conquête du cœur et de l’esprit orientant et délimitant les opérations militaires possibles.

## Physique, psychique, éthique et logique de la puissance
Comprendre la guerre, c’est avant tout comprendre ceux qui la font. Pourquoi les hommes arrivent-ils à se battre ? Comment s’exercent la violence, la coercition et la contrainte ? Quels sont les véritables rapports de force dans les conflits contemporains ?
Voilà les questions auxquelles le modèle développé au fil de cet article tente de répondre. Les déconvenues des armées dans les conflits de basse intensité ou guérilla ont pour cause principale leur incapacité à cerner les conditions de leur engagement, et notamment à s’écarter des schémas hérités de la guerre totale de Clausewitz. La tendance des militaires à privilégier les facteurs matériels au détriment des facteurs immatériels, encore renforcée par la mécanisation et l’informatisation, réduit leur aptitude à maîtriser la violence par l’exercice d’une coercition mesurée.
À l’inverse, le terrorisme contemporain exploite la couverture médiatique en continu pour obtenir des effets psychologiques totalement disproportionnés, alors que les organisations non gouvernementales utilisent leur posture éthique pour mieux influer sur les opérations militaires et les armes qu’elles emploient.
De toute évidence, les rapports de force ne peuvent plus être réduits à la taille ou le nombre de la réalité physique matérielle.
Une conception détaillée des sources et résultats des effets matériels, émotionnels, moraux et cognitifs permet de surmonter la subjectivité des perceptions et de cerner la gamme des actions possibles.
L’évolution de la situation internationale souligne l’urgence que revêt aujourd’hui un tel changement de perspective. Comment expliquer que la guérilla irakienne n’ait pas réussi à retourner l’opinion publique américaine malgré la mort au combat de plus de 4 000 soldats, alors qu’il a suffi 10 ans plus tôt de 18 morts pour précipiter le retrait de Somalie ? Pourquoi les Palestiniens n’ont-ils pas réussi à diviser la société israélienne depuis septembre 2000, au contraire de la première Intifada ? Pour quelles raisons les attentats du 11 septembre ont-ils uni la population américaine autour de leur gouvernement, alors que ceux du 11 mars n’ont pas eu le même effet en Espagne ?
Toutes ces questions mettent en jeu des forces et des règles qui sont celles de l’homme dans son activité belligérante, réelle ou potentielle. C’est donc celle-ci qu’il s’agit d’étudier. L’anthropologue Margaret Mead s’est aventurée à étudier le caractère national. Pour elle et avec la culture des fermiers et des pionniers, à chaque attaque reçue, l’Américain répond avec rage et par l’union sacrée. Du jour au lendemain, l’attaque aéronavale japonaise sur Pearl Harbor a transformé l’isolationnisme en interventionnisme et les industries en arsenal de la démocratie.

## Pouvoir, vouloir, devoir et savoir
Prenons l’histoire militaire vietnamienne récente du XXe siècle, de la décolonisation française (1945-1955) à la réunification (1955-1975), du bombardement de Haïphong en 1946 au sabotage des Accords de Genève rendant impossible la réunification des parties séparées temporairement pour la technicité des regroupements militaires avant l’évacuation du CEFEO jusqu’à la chute de Saigon en 1975.
En 1945, la toute jeune République démocratique du Viêt Nam formée par des paysans attachés à leur indépendance après environ 80 ans de colonisation française et revendiquant leur liberté et leur identité nationales voyait son existence menacée par la reconquête coloniale après 5 ans de « solitude indochinoise » où la puissance protectrice française n’a pas pu protéger l’Indochine française de l’occupation japonaise.
Parti d’une opération de police avec des troupes de l'empire colonial français et la Légion étrangère équipées à l’anglaise au début de 45-49 et à l’américaine dans la phase finale de 49-54, le CEFEO (Corps expéditionnaire français en Extrême-Orient) est tombé dans le bourbier de l’enlisement jusqu’à la bataille de Diên Biên Phu qui a été à la décolonisation ce que furent la prise de la Bastille et les soldats de l’an II à l’Europe libérale.
Cette première grande victoire en Asie des paysans contre des militaires professionnels en armes va cependant au-delà de l’affrontement factuel, et pose plusieurs questions d’importance. Pourquoi les Vietnamiens de l'Armée populaire vietnamienne (APVN) étaient-ils prêts à se battre contre la France et sa troupe, qui formait une armée moderne avec tout son armement ?
Essentiellement pour défendre leur société rurale et leur conception de la liberté contre l’impérialisme de la France, mais également parce qu’ils avaient le goût du combat et que se battre était le devoir de chaque homme valide.
À l’inverse, les soldats du corps expéditionnaire français étaient mus par l’intérêt d’une solde, aussi maigre soit-elle à la sortie des privations de l’occupation nazie, par l’aventure pour certains et par le patriotisme de la défense et conservation de la puissance française pour d’autres, principalement pour ses dirigeants. Les enjeux étaient donc différents.
Henry Kissinger a déclaré que la victoire d’un peuple de paysans sur les États-Unis était une catastrophe.
Cet exemple résumé reprend la distinction établie par Carl von Clausewitz entre les fins, les moyens et les voies, qui facilite l’appréhension de chaque belligérant. Les enjeux de la guerre expliquent ainsi son caractère déterminé des uns et hésitant des autres : les Vietnamiens sont allés jusqu’au bout des difficultés parce que la survie de la toute jeune République démocratique du Viêt Nam exigeait la défaite d’une configuration coloniale majoritairement antagoniste.
De même, leurs ressources limitées expliquent la méthode choisie : la connaissance du terrain et des intentions ennemies ainsi que la volonté de combattre à mort, c’est-à-dire la supériorité cognitive et psychologique, ont permis aux Vietnamiens de contrebalancer leur infériorité physique – obligés qu’ils étaient de se battre avec des armes de fortune– par une guerre longue et ruineuse pour une puissance industrielle dans le combat du tigre et de l’éléphant où le tigre peut épuiser l’éléphant à longueur de temps qui démoralise les Français et amplifie le sentiment national des Vietnamiens.

« L'esprit de l'homme est plus fort que ses propres machines... Ce sera une guerre entre un tigre et un éléphant. Si jamais le tigre s'arrête, l'éléphant le transpercera de ses puissantes défenses. Seulement le tigre ne s'arrêtera pas. Il se tapit dans la jungle pendant le jour pour ne sortir que la nuit. Il s'élancera sur l'éléphant et lui arrachera le dos par grands lambeaux puis il disparaîtra à nouveau dans la jungle obscure. Et lentement l'éléphant mourra d'épuisement et d'hémorragie. Voilà ce que sera la guerre d'Indochine. »

— Hô Chi Minh
Voilà, illustrée en quelques mots, l’articulation fondamentale qui forme le cœur de cette approche : la matière, la psyché, la morale et le savoir forment la quadrature de la puissance, les quatre domaines dans lesquels s’inscrivent les guerres humaines. Chaque acteur d’un conflit est ainsi caractérisé par des enjeux, des ressources et des méthodes dont la nature est physique, psychologique, éthique et/ou cognitive. Montrer pourquoi et comment les hommes se battent revient à se plonger dans les profondeurs de leur être, à tenter de systématiser les moyens, les pulsions, les impératifs et les concepts qui façonnent leur puissance et qu’ils emploient pour l’exprimer. Le modèle qui en résulte doit dès lors s’appliquer à toutes les formes d’affrontements et à tous les types d’acteurs, sans distinction de lieux et d’époques.
Un exemple d’opération tactique combinée militaire et psychologique est dans l’offensive vietnamienne au Cambodge pendant la Troisième Guerre d’Indochine qui a été aussi une campagne psychologique en même temps qu’une campagne militaire. Les troupes vietnamiennes de première ligne distribuaient des marmites et des ustensiles de cuisine à la population, leur signifiant la fin des cuisines communautaires qu’elle détestait particulièrement. Le régime de Pol Pot avait imposé avec une brutalité insensée cette forme de « communautarisme » maoïste des « Communes Populaires » pour briser l’unité familiale traditionnelle.

## Enchevêtrements de la puissance
Par matière, il faut entendre la dimension physique du réel, le domaine matériel où se manifestent les éléments tangibles et visibles des belligérants : les êtres vivants, les armes, les équipements, les vivres, et bien entendu les valeurs marchandes pouvant assurer leur disponibilité.
Les facteurs physiques déterminent la capacité d’agir, c’est-à-dire la possibilité matérielle de déployer des moyens et de les utiliser, ainsi que les limites qui l’entravent. La facilité de leur numérisation et de leur intégration spatio-temporelle a jusqu’ici conféré aux facteurs physiques la prédominance dans l’étude des conflits, de même qu’une place centrale — et parfois exclusive — dans les doctrines militaires.
Ils ne recouvrent néanmoins qu’une partie de la puissance, et il est ainsi impossible d’expliquer le déroulement de la bataille de Diên Biên Phu en prenant uniquement en compte le nombre d’hommes ou les armes employées.
De fait, l’histoire rapporte maints exemples de forces ou de nations matériellement supérieures et néanmoins défaites, à commencer par le récit biblique de David contre Goliath, et ceci s’explique principalement par deux raisons :
- le nombre et la force brute ne fournissent qu’une puissance potentielle, et non une puissance réelle dans l’espace et dans le temps ; c’est une faiblesse des grandes organisations qui est exploitée dans les opérations spéciales, où des petits contingents hautement entraînés et préparés obtiennent une supériorité relative assurant la réussite de leur mission. Les « Kommandos » légers de paysans afrikaners de la seconde guerre des Boers a été un exemple illustratif repris par Winston Churchill pour former les commandos britanniques ;
- La puissance n’est tout simplement pas qu’une affaire de force physique ou mécanique, et celle-ci peut même générer une faiblesse susceptible d’être exploitée ; les facteurs autres que la matière doivent également être pris en compte.

Par psyché, il faut entendre la dimension psychologique des acteurs, l’ensemble des activités mentales conscientes ou inconscientes qui fondent leurs émotions : les pulsions, les désirs, les affects, les sensations et les sentiments, avec en filigrane toute la palette des relations humaines.
Les facteurs psychologiques déterminent la volonté d’agir, c’est-à-dire la possibilité émotionnelle de faire usage de ses capacités, ainsi que les inhibitions qui s’y opposent. Le courage, la confiance et la camaraderie, mais aussi la haine et le mépris sont des ressources périssables et limitées qui ont une influence déterminante sur la puissance effective des hommes et des armes.
À la bataille de Diên Biên Phu, l’assaut farouche des Vietnamiens devait beaucoup à une volonté patiemment cultivée par l’exercice des armes et multipliée par l’amour de la patrie. L’importance considérable des facteurs psychologiques dans tous les conflits depuis l’Antiquité n’a pas empêché le retard de leur intégration dans les rapports de forces, en dépit de quelques doctrines visant à les idéaliser pour mieux compenser l’infériorité matérielle.
Pourtant, l’expérience quotidienne montre que les traits de caractère déterminent largement la combativité, l’amour-propre et l’altruisme des hommes, alors que l’entraînement des formations contribue directement à développer leur esprit de corps et ainsi raffermir leur cohésion. Dans la mesure où les unités ont une puissance supérieure à la simple addition des soldats qui les composent, la psyché forge le lien qui unit ceux-ci : la disposition à privilégier le collectif à l’individuel, et donc à risquer sa vie pour autrui.
Par morale, il faut entendre la dimension éthique des acteurs, la somme des impératifs qui forment leur jugement à propos d’actes réels ou potentiels : les lois, les règles, les préceptes, la religion, les valeurs, les coutumes et les missions, et donc l’héritage pratique de la culture.
Les facteurs éthiques déterminent la légitimité à agir, c’est-à-dire la possibilité morale — ou la nécessité — d’exercer sa volonté, ainsi que les interdits qui l’enserrent. Leur existence a durablement façonné les conflits par des principes et des codes, tacites ou non, liant l’honneur des combattants à leur comportement et formant la base de la culture militaire et du droit international. La morale avait également cours à la bataille de Diên Biên Phu : les Vietnamiens ont fait prisonnier toute la garnison et ainsi respecté la règle de Sun Tzu de prendre intact plutôt que de détruire.
Il faudra cependant attendre la généralisation de la couverture télévisée, et donc l’irruption des combats dans le salon des citoyens, pour que la morale devienne un levier à part entière, en couvrant d’opprobre les hommes qui ont violé les valeurs de leur société, en imposant des limites toujours plus strictes à l’emploi des armes, ou au contraire en incitant à leur usage pour répondre à une urgence.
Par savoir, enfin, il faut entendre la dimension cognitive des acteurs, l’ensemble des connaissances acquises par l’étude, l’observation, l’apprentissage et l’expérience : les idées, les concepts, les doctrines, les certitudes, les explications et les interprétations extraites de la masse des informations disponibles.
Les facteurs cognitifs déterminent l’occasion d’agir, c’est-à-dire la possibilité de déclencher une action opportune dans le temps, dans l’espace et dans sa modalité. Leur mise en pratique ne date pas d’hier : le réseau d’espionnage et les complicités des vietnamiens ont ainsi constitué l’élément déterminant de la surprise des combats périphériques en concentrations et dispersions.
Pourtant, le rôle de la connaissance est aujourd’hui encore sous-estimé, précisément parce que le concept occidental du combat est lié à l’idée d’un choc frontal, délibéré et décisif. Si les services de renseignements sont largement considérés comme la première ligne de défense d’un État, l’éducation peine encore à être reconnue comme la base de sa puissance.
Le processus de décision de chaque organisation dépend en premier lieu de sa faculté à exploiter rationnellement la masse d’informations disponibles et à en tirer un savoir libéré de la passion ou de l’idéologie ; ne pas le faire revient à s’abandonner aux influences cognitives d’autrui, à accepter sans même en prendre conscience des concepts et des idées potentiellement nuisibles.
À l’inverse, la recherche et la diffusion du savoir permettent de convaincre sans effort, voire de vaincre sans combattre, suivant le slogan de Sun Tzu pour l’excellence dans l’art de la guerre.
Pouvoir, vouloir, devoir et savoir : voilà donc les quatre verbes qui fondent l’action. Il va de soi que cette articulation s’appuie sur une simplification considérable de questions très complexes, et que chaque dimension d’un acteur ne peut pas être davantage dissociée des autres que le corps de l’esprit. Ce découpage possède néanmoins l’immense avantage de cerner la nature des conflits : un affrontement basé sur la force, la volonté, la morale et la connaissance. Délimiter les possibilités d’action d’une entité donnée revient ainsi à prendre en compte à la fois ses capacités et ses lacunes, sa volonté et ses inhibitions, sa morale et ses interdits, ses connaissances et son ignorance. Aucune appréciation réaliste d’une situation donnée ne peut omettre ces quatre dimensions propres à l’être humain.
Cette articulation contribue en outre à clarifier l’importance de ces dimensions pour l’action. Alors que les armées privilégient souvent les facteurs physiques, afin que l’intégration des hommes et des machines développe une puissance de destruction ou de protection maximale, ceux-ci ne font pourtant que concrétiser un processus complet. Ainsi, l’efficacité de l’action dépend en premier lieu de la compréhension qu’apporte la connaissance, puis de la légitimation que fournit la morale ; l’action elle-même fait ensuite l’objet d’une décision reposant sur la volonté, avant que son exécution ne dépende des capacités. En d’autres termes, le développement et la transmission de la connaissance doit obligatoirement constituer la priorité de chaque organisation armée.

## Confusions
Il existe de nettes confusions entre les termes « guerre psychologique » et « ruse de guerre ». La confusion signifie à la fois « fondre l'un dans l'autre » et « prendre l'un pour l'autre ».
- La ruse de guerre existe déjà dans le monde animal avec le camouflage pour se fondre dans le décor, à l'exemple du caméléon et avec le déguisement d'une proie en un féroce prédateur pour éviter de se faire manger. L'Opération « Mincemeat » a été élaborée par les Britanniques en 1943 pour faire croire aux Allemands à un débarquement en Grèce. Elle consiste en un vrai cadavre d'un faux officier portant de faux documents concernant les préparatifs d'un débarquement en Grèce et s'arranger pour que ce cadavre soit découvert inopinément et les faux documents transmis aux autorités allemandes. La même configuration s'est reproduite avec une fausse armée américaine dirigée par George S. Patton pour faire croire à un débarquement au Pas de Calais et détourner l'attention des Allemands du vrai lieu du débarquement en Normandie. L'offensive du Tết de 1968 s'est déployée en trois batailles dont la bataille de Khe Sanh qui n'a été qu'un leurre, une ruse de guerre, pour attirer l'attention et les forces vives de l'adversaire loin des enjeux principaux que furent la bataille de Saïgon et la bataille de Huế. Ces enjeux étaient de l'ordre de la guerre psychologique qui consistait à attaquer les symboles. Ces symboles étaient la capitale impériale de Huê pour l'opinion publique vietnamienne et Saigon pour l'opinion publique américaine et internationale, en frappant la capitale économique et politique avec l'occupation, même seulement et pendant quelques heures du rez-de-chaussée de l'ambassade des États-Unis, le Saint des Saints (Sanctus Sanctorum). Pour qu'une ruse de guerre réussisse, il faut qu'elle soit crédible et rejoigne les croyances et les obsessions les plus prégnantes et les plus profondes de l'adversaire. Il y a eu auparavant un débarquement en Grèce des Britanniques et le projet allemand d'envahir l'Angleterre par le Pas-de-Calais et il y a eu aussi auparavant l'invasion de la Corée du Sud par la Corée du Nord qui a passé la Ligne de Démarcation Militaire. Or, Khê Sanh se trouve juste au Sud de la Ligne de Démarcation Militaire entre le Nord et le Sud du Viêt Nam. Une ruse de guerre est du ressort de la « désinformation », de l'illusion, alors que la guerre psychologique est de l'ordre des raisons de se battre.
- La guerre psychologique, elle, est typiquement humaine et consiste à attaquer les symboles pour transformer complètement la « réalité » et montrer que l'option militaire soit inopérante en détruisant le Vouloir et le Devoir de se battre chez l'adversaire et conduire à des stratégies diplomatiques de négociations de paix, comme les accords de Genève de 1954 après la bataille de Diên Biên Phu et les accords de paix de Paris de 1973 après l'offensive du Tết de 1968.